# Kungu
Kungu este un oraș în  provincia Équateur, Republica Democrată Congo. În 2012 avea o populație de 8 061 de locuitori, iar în 2004 avea 6 688.